# Bauhinia galpinii
Баугінія Гальпина (Bauhinia galpinii) — вид рослин родини бобові (Fabaceae).

## Назва
В Південній Африці популярні назви «гордість Мису» (афр. Pride of De Kaap), «червона баугінія» (англ. Red Bauhinia), «африканський плюмаж» (англ. African Plume), «орхідейне дерево» (англ. Orchid Tree). Через оригінальну форму листка має назву «нога верблюда» (афр. kameelpoot). Біномінальну назву отримала в честь видатного африканського біолога Ернеста Едварда Гальпина (англ. Ernest Edward Galpin).

## Будова
Вічнозелений чагарник, що може чіплятися за інші рослини, пробиваючись до світла у густих заростях. Листя має специфічну будову, воно поділено на дві округлі частини, з'єднані між собою середньою жилкою. Влітку цвіте червоними квітами, що нагадують орхідеї.

## Поширення та середовище існування
Зростає на вологих ґрунтах південноафриканських пасовиськ.

## Практичне використання
Декоративна рослина, яку вирощують у посушливих регіонах (США, Мексика). Через здатність сильно розростатися — радять вирощувати лише у великих садах та парках. Має сорти з рожевими та помаранчевими квітами.
Гнучкі гілки використовувалися для плетення кошиків.

## Галерея

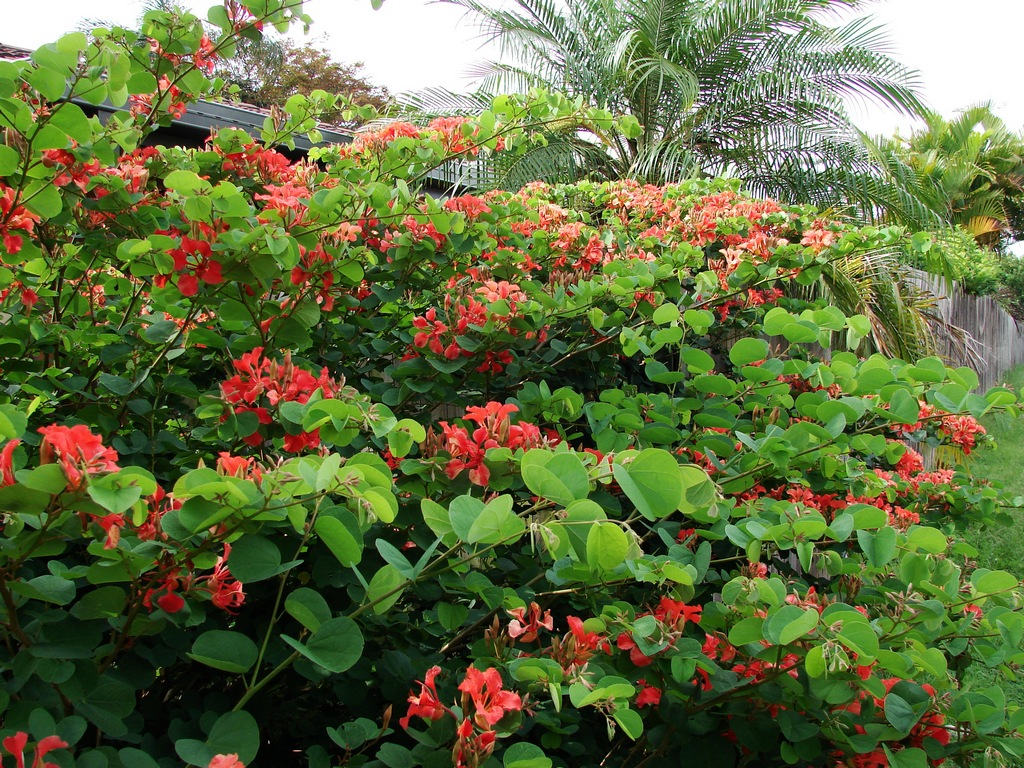
Гілки
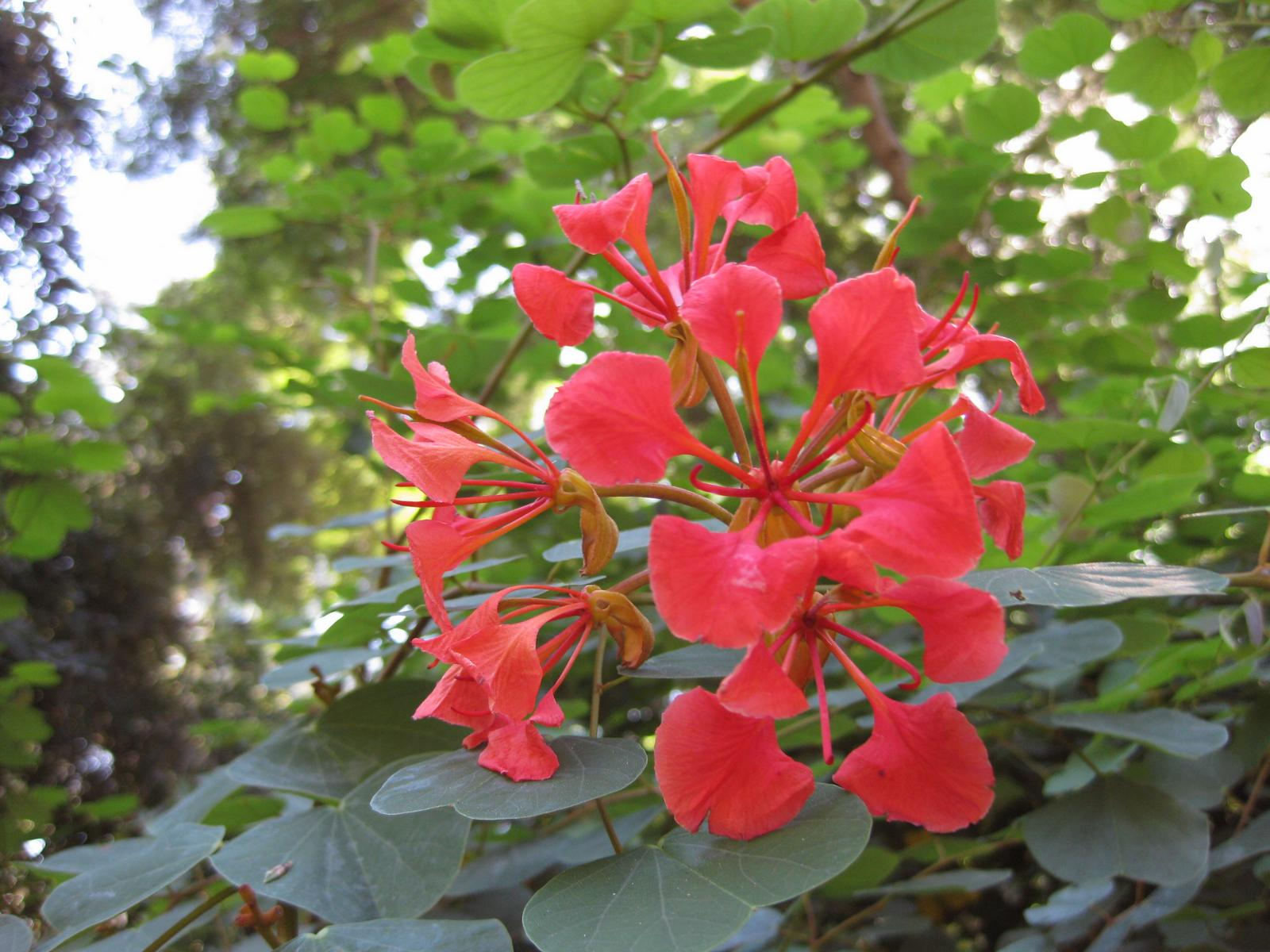
Квіти
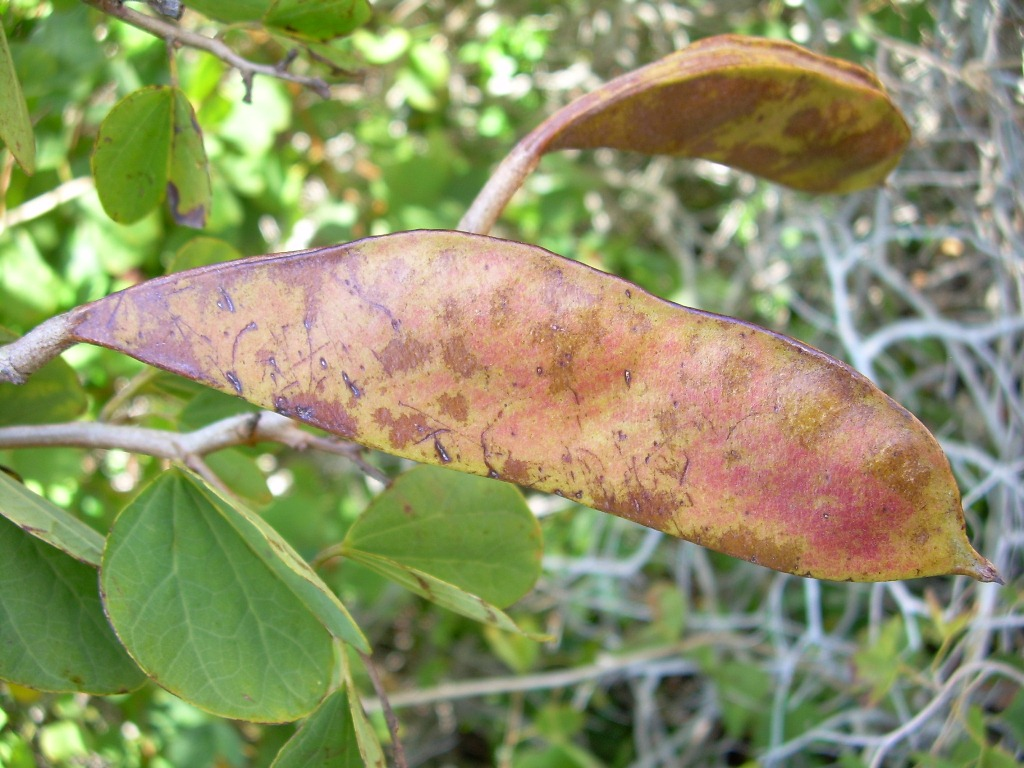
Плід